# Бондарь, Владимир Олегович
Владимир Олегович Бондарь (род. 1975) — украинский художник и иллюстратор книг. Известен своими работами для авторов жанров фантастика и фэнтэзи, к числу которых относятся Сергей Лукьяненко, Ник Перумов, Генри Лайон Олди, Алексей Пехов и многие другие.
На ежегодной выставке Еврокон в 2007 году получил премию «Лучший художник». В 2003, 2004, 2005, 2006, 2007 годах был лауреатом премии Интерпресскон в номинации «Оформление обложки».

## Биография
- Родился в 1975 году в городе Харьков, Украина.
- В 1990—1995 учился в Харьковском Государственном Художественном училище на отделении художник-педагог (позже его переименованном в «художник-живописец»).
- В 1995—2001 учился в Харьковском художественно-промышленном институте на отделении «станковая живопись».
- С 1998 года занимался графической иллюстрацией.
- В 2000 году занял первое место на международном конкурсе иллюстрации Археологического музея Lourinha, Португалия.
- В 2001 года занял первое место на конкурсе иллюстрации к произведениям Сергея Лукьяненко.
- В 2003, 2004, 2005, 2006 и 2007 становился лауреатом Интерпресскона в категориях обложка и иллюстрация.
- В 2007 году получил премию «Лучший художник» на выставке Еврокон.